# Rakousko na Zimních olympijských hrách 1948
Rakousko na Zimních olympijských hrách 1948 v St. Moritz reprezentovalo 54 sportovců, z toho 42 mužů a 12 žen. Nejmladším účastníkem byl Fredl Huber (17 let, 290 dní), nejstarším pak Hugo Kuranda (37 let, 250 dní). Reprezentanti vybojovali 8 medailí, z toho 1 zlatou 3 stříbrné a 4 bronzové.

## Medailisté
| Medaile | Jméno                     | Sport           | Disciplína         |
| ------- | ------------------------- | --------------- | ------------------ |
| Zlato   | Trude Jochumová-Beiserová | Alpské lyžování | kombinace - ženy   |
| Stříbro | Franz Gabl                | Alpské lyžování | sjezd - muži       |
| Stříbro | Trude Jochumová-Beiserová | Alpské lyžování | sjezd - ženy       |
| Stříbro | Eva Pawlik                | Krasobruslení   | jednotlivci - ženy |
| Bronz   | Resi Hammerer             | Alpské lyžování | sjezd - ženy       |
| Bronz   | Erika Mahringerová        | Alpské lyžování | slalom - ženy      |
| Bronz   | Erika Mahringerová        | Alpské lyžování | kombinace - ženy   |
| Bronz   | Edi Rada                  | Krasobruslení   | jednotlivci - muži |